# شكوك على بطليموس (كتاب)
الشكوك على بطليموس، كتاب علمي فيزيائي من تأليف الحسن بن الهيثم، كتبه بين عامي 416-419 هجري ينتقد فيه العديد من أعمال بطليموس ومنها كتبه "المجسطي" و"الكواكب المفترضة" و"البصريات"، مشيرًا إلى الكثير من المتناقضات التي وجدها في هذه الأعمال. اعتبر ابن الهيثم أن بعض الأجهزة الرياضية التي استخدمها بطليموس في علم الفلك، وخاصة مُعدِّل المسار، فشلت في قياس الخصائص الفيزيائية للحركة الدائرية المنتظمة، وكتب نقدًا لاذعًا حول الواقع المادي لنظام بطليموس الفلكي، مشيرًا إلى عبثية اقتراحه بالربط بين الحركات الفيزيائية، والنقاط والخطوط والدوائر الرياضية الوهمية.

## نقد أفكار بطليموس
قال ابن الهيثم في نقد تلك النظريات التي تسيطر على كتاب المجسطي:
إن الباحث عن الحقيقة ليس هو من يدرس كتابات القدماء، على حالتها ويضع ثقته فيها، بل هو من يُعلّق إيمانه بهم ويتساءل ما الذي جناه منهم. هو الذي يبحث عن الحجة، ولا يعتمد على أقوال إنسان طبيعته يملأها كل أنواع النقص والقصور. وبالتالي فإن من الواجب على من يحقق في كتابات العلماء، إذا كان البحث عن الحقيقة هدفه، هو أن يستنكر جميع ما يقرأه، ويستخدم عقله حتى النخاع لبحث تلك الأفكار من كل جانب. وعليه أن يتشكك في نتائج دراسته أيضًا، حتى يتجنب الوقوع في أي تحيز أو تساهل.

## نقد نظرية الفلك المعدّل
يعد نقد ابن الهيثم في كتابه هذا لنظرية (الفلك المعدل للمسير)، أهم نظرياته، حيث تشير نظرية بطليموس إلى إن الكواكب تدور في فلك تخيلي معدّل مركزه لا ينطبق على مركز الأرض، حيث أن ذلك الكوكب يكّون حركة دائرية منتظمة نسبةً إلى ذلك الفلك الذي تخيله. ووضع هذا التفسير لأن حركة الكواكب لا تبدو منطقية في النموذج الفلكي الذي يعتمد على مركزية كوكب الأرض.
ورغم دفاع بطليموس عن أفكاره التي أوردها ابن الهيثم أيضاً في كتابه إلا أن ابن الهيثم لم يقتنع بحجج بطليموس واعتبرها واهية.
وتكمن أهمية هذا النقد في أن كتاب المجسطي كان المرجع الأساسي للعلوم في أوروبا طيلة قرون وبقي كذلك حتى نشر كوبرنيكوس نموذجه الفلكي.